# Сухая Речка (Кемеровская область)
Суха́я Ре́чка — деревня в Кемеровском районе Кемеровской области. Входит в состав Берёзовского сельского поселения.

## География
Центральная часть населённого пункта расположена на высоте 221 метра над уровнем моря.

## Население
По данным Всероссийской переписи населения 2010 года, в деревня Сухая Речка проживает 551 человек (261 мужчина, 290 женщин).

## Транспорт
Общественный транспорт представлен автобусным маршрутом:
- №128: д/п Вокзал — д. Сухая Речка — с. Березово